# Imperial (Nebraska)
Imperial is een plaats (city) in de Amerikaanse staat Nebraska, en valt bestuurlijk gezien onder Chase County.

## Demografie
Bij de volkstelling in 2000 werd het aantal inwoners vastgesteld op 1982. In 2006 is het aantal inwoners door het United States Census Bureau geschat op 1849, een daling van 133 (-6,7%).

## Geografie
Volgens het United States Census Bureau beslaat de plaats een oppervlakte van 6,5 km², geheel bestaande uit land. Imperial ligt op ongeveer 1003 m boven zeeniveau.

## Plaatsen in de nabije omgeving
De onderstaande figuur toont nabijgelegen plaatsen in een straal van 40 km rond Imperial.